# Циперновски, Мария
Мария Франциска Циперновски (венг. Zipernovszky Mária Franciska; 8 августа 1900, Будапешт — 3 октября 1974, Будапешт) — венгерский музыкальный педагог.
В период Венгерской советской республики работала в народном комиссариате по военным делам. Затем окончила Музыкальную академию имени Ференца Листа (1923) по классу скрипки, ученица Енё Хубаи. В середине 1920-х гг. выступала в составе Венгерского женского струнного квартета (венг. Magyar női vonósnégyes).
В 1924—1949 гг. преподавала в Секешфехерваре, затем до 1965 г. в музыкальных училищах Будапешта. Автор многочисленных учебных и методических пособий, в том числе «Как научить начинающих играть на скрипке?» (венг. Hogyan tanítsunk hegedülni kezdőket?; 1930), «Упражнения для пальцев скрипача» (венг. Hegedű-ujjgyakorlatok; 1935), «Задачи и достижения в обучении игре на скрипке за последнюю четверть века» (венг. Az utolsó negyedszázad célkitűzései és eredményei a hegedűtanításban; 1937). Под редакцией Циперновски вышла книга «Метод преподавания музыки Енё Хубаи» (венг. Hubay Jenő zenetanítási módszere; 1942), в соавторстве с Ференцем Халми издана её книга о Хубаи (1976).
С 1927 г. была замужем за писателем Иштваном Рат-Вегом, который был старше её на 30 лет. К его столетию выпустила книгу «История моего мужа» (венг. Férjem története; 1970).
Брат — инженер Ференц Циперновский (1883—1957), двоюродный брат — изобретатель Карой Циперновский. Сестра — скрипачка Фюлопа Циперновски (1906—1974).